# Samurai Shodown! 2: Pocket Fighting Series
 (mars 2020).
Si vous disposez d'ouvrages ou d'articles de référence ou si vous connaissez des sites web de qualité traitant du thème abordé ici, merci de compléter l'article en donnant les références utiles à sa vérifiabilité et en les liant à la section « Notes et références ».
Samurai Shodown! 2: Pocket Fighting Series est un jeu vidéo de combat développé et édité par SNK. Il est sorti sur console portable Neo-Geo Pocket Color  en 1999.